# 姜哲九
姜 哲九（カン・チョルグ、朝鮮語: 강철구 ）は、朝鮮民主主義人民共和国の政治家。船舶工業相、朝鮮労働党中央委員会委員候補。

## 経歴
出生地や生年月日は不明。2014年3月9日に実施された最高人民会議第13期代議員選挙で代議員に選出されたが、この時点での職務は不明。2019年3月10日に実施された最高人民会議第14期代議員選挙で代議員に再選され、4月10日に開催された朝鮮労働党中央委員会第7期第4回会議で党中央委員会委員に補選された。翌4月11日に開催された最高人民会議第14期第1回会議で新たに設置された船舶工業省の長である船舶工業相に任命された。